# Parque Lezama
El Parque Lezama es un tradicional paseo en la Ciudad de Buenos Aires. Está delimitado por las calles Defensa y Brasil y las avenidas Martín García y Paseo Colón, y se encuentra en el barrio de San Telmo, aunque limita con los linderos distritos de La Boca y Barracas.
Se caracteriza por sus avenidas arboladas, su anfiteatro  y la barranca que cae hacia las avenidas Martín García y Paseo Colón. En su terreno se encuentra el Museo Histórico Nacional.

## Historia
El área del actual Parque Lezama daba hasta el siglo XIX por el punto cardinal Este directamente a la costa del Río de la Plata donde hoy se ubica la avenida Paseo Colón, lo que explica su actual pronunciada barranca.
Según algunos historiadores, el parque estaría situado en el lugar llamado entonces Puntas de Buenos Aires  en el que Pedro de Mendoza realizó la primera fundación de la ciudad de Buenos Aires en 1536. Este primitivo asentamiento sería abandonado al año siguiente, luego del asedio de los indígenas locales, y por ello su ubicación ha sido un tema de debate entre arqueólogos e historiadores.

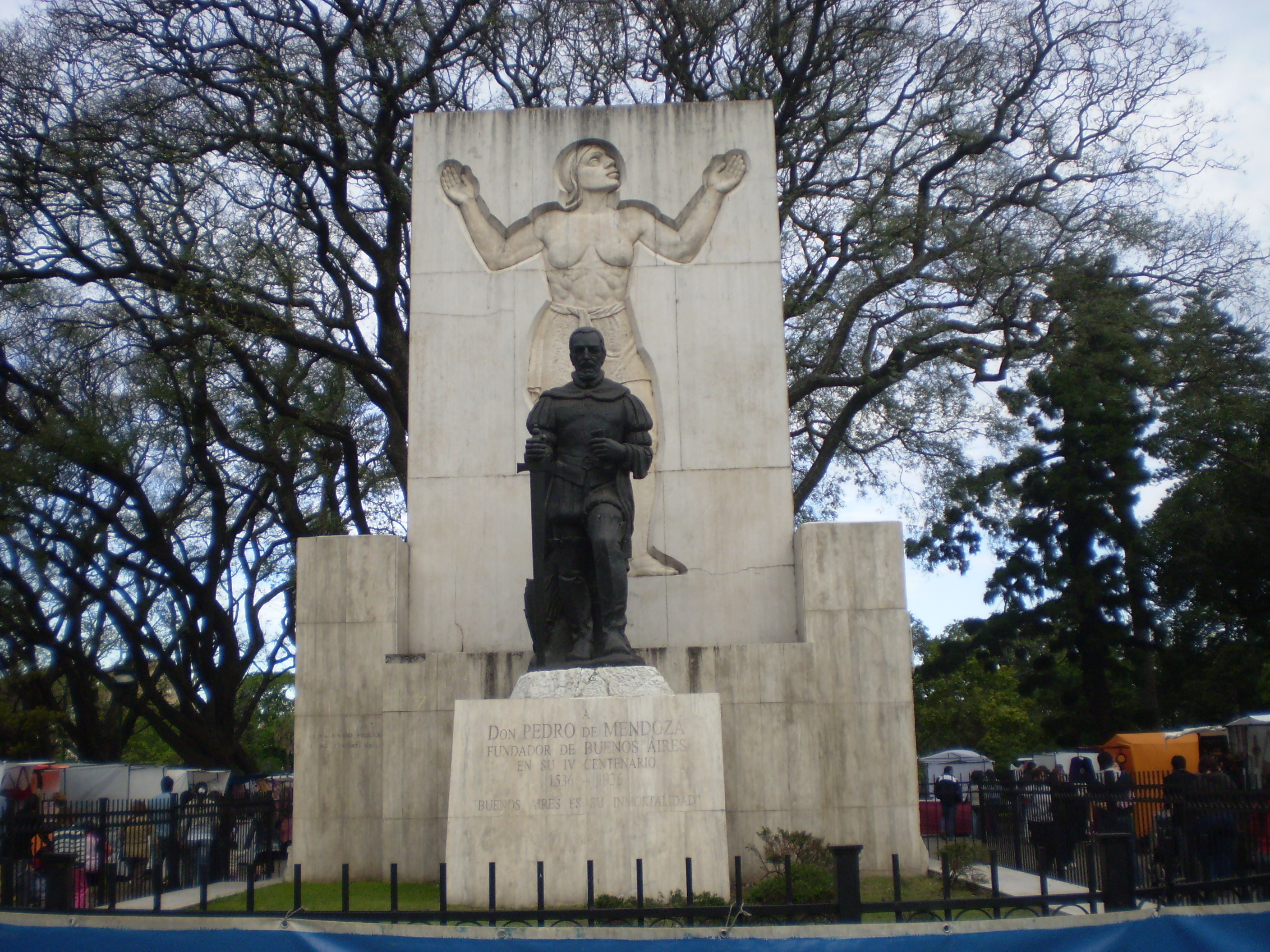
Monumento a Pedro de Mendoza, inaugurado en 1937 por el 400 Aniversario de la Primera Fundación de la Ciudad, supuestamente ocurrida en esta zona.

Los terrenos que hoy ocupa el parque fueron repartidos por Juan de Garay en 1580 a Alonso de Vera, y quedaron desde siempre fuera del trazado del casco central de la ciudad. Fueron terrenos deshabitados, cuyo nombre popular era “Punta de Santa Catalina”, por lo menos hasta 1739 cuando los compró María Bazurco, quien luego los loteó y repartió.
Hacia fines del siglo XVIII, parte del actual parque era utilizado por la Compañía de las Filipinas, traficante de esclavizados. En 1802, el predio pasó a manos de Manuel Gallego y Valcárcel. A su muerte, en 1808, fue comprado en un remate público por Daniel Mackinlay en 1812 —quien comenzó la forestación del sitio—, en esa época se le llamó La Residencia  y fue lugar de duelos como el ocurrido entre Juan Mackenna y Luis Carrera en 1814, y finalmente fue enajenada por los herederos del escocés Mackinlay  al inglés Charles Ridgley Horne, en 1846. Este amplió el terreno original al comprar tierras vecinas, y construyó una mansión sobre la actual calle Defensa, pero en 1852, con la caída de Juan Manuel de Rosas, tuvo que exiliarse en Montevideo. Durante años flameó en la casona el pabellón británico, y así los porteños se acostumbraron a llamarla la Quinta de los Ingleses, como figura en diversos planos urbanos de la época, y se menciona en el célebre relato de Esteban Echeverría El matadero.

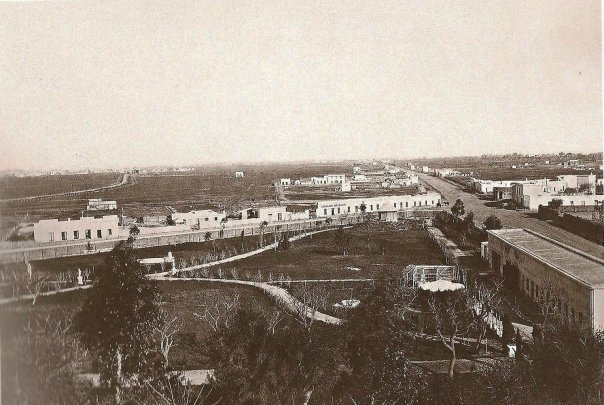
Vista desde la Quinta Lezama hacia Av. Martín García, tomada en 1867.

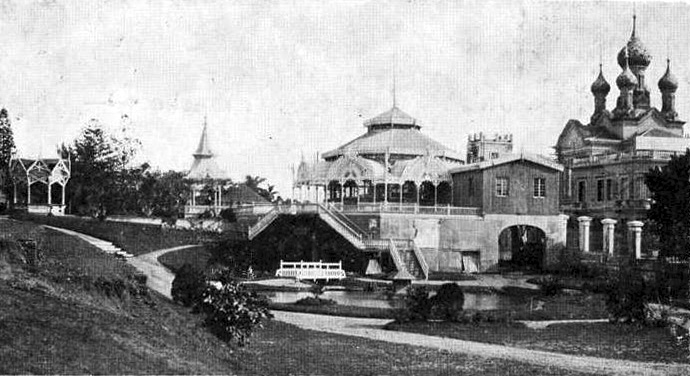
Lago (hoy anfiteatro), restaurante y kiosco sobre la calle Brasil. (ca. 1900), al costado derecho resaltan las bulbosas cúpulas de la Catedral ortodoxa rusa de la Santísima Trinidad (Buenos Aires).

El predio fue vendido en 1857 al terrateniente salteño José Gregorio de Lezama, quien anexó terrenos hasta la actual calle Brasil. Lezama remodeló la mansión y convirtió el lugar en un importante parque privado diseñado por el paisajista belga Charles Vereecke, ya que era un gran aficionado a la botánica. También en 1858, durante la epidemia de cólera que devoró la ciudad, funcionó allí un lazareto. Luego de la muerte del estanciero en 1889, su viuda Ángela de Álzaga vendió en 1894 el terreno a la Municipalidad de Buenos Aires por un valor simbólico ($1.500.000), con la condición que fuera convertido en un parque público que llevase el nombre de su marido. En la lujosa y ampliada mansión de la calle Defensa fue instalado en 1897 el Museo Histórico Nacional; en sus salas se exhiben más de 50.000 piezas relacionadas con la historia de la Argentina hasta 1950.

El diseño del nuevo parque público fue realizado en 1896 por el paisajista francés Charles Thays, que trabajó intensamente para la Municipalidad por décadas. La Municipalidad adquirió las casas que se abrían tanto hacia la calle Defensa como hacia Brasil, para ampliar el terreno al demolerlas. Estas demoliciones arrojaron gran cantidad de escombros que fueron usados para darle mayor altura al terreno sobre la calle Brasil. En la parte baja del terreno se levantó una escuela, que al principio funcionó en las caballerizas, pero todo fue demolido, incluso el nuevo edificio escolar de dos pisos, antes de 1950.

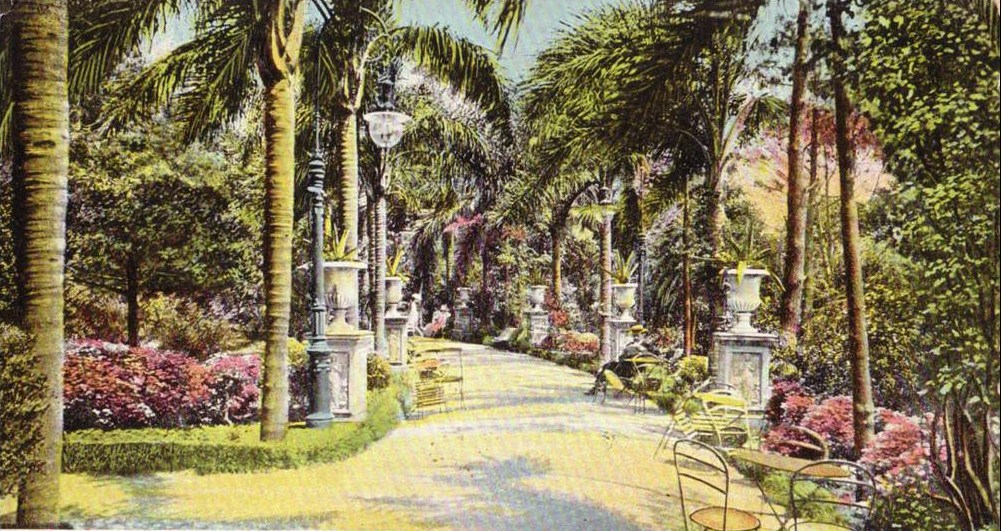
Una avenida del parque con sus clásicos jarrones, vista hacia el año 1900.

Hacia 1900 se construyó en Brasil y Balcarce un restaurante con forma de molino. Pero el parque tenía otras construcciones: un tren con estación para niños, un teatro abierto hecho en 1908, un lago con góndolas sobre la calle Brasil, un kiosco, un lactario y tambo, una pérgola y rosedal sobre la avenida Martín García, una pista de patinaje, un enorme palco-tribuna para fiestas, un circo, un picadero y varios monumentos levantados durante y a partir de 1936.

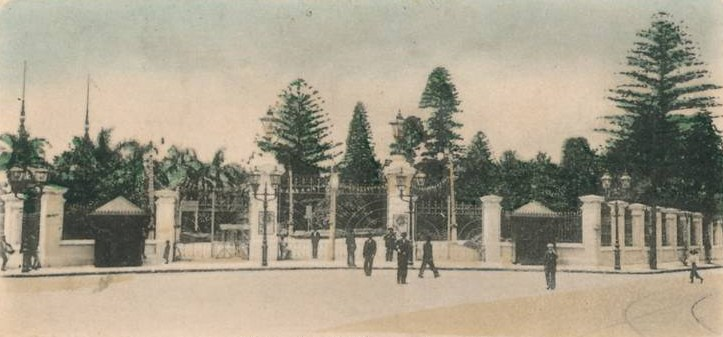
El Portón de Parque Lezama, demolido junto a la reja perimetral en 1931.

En 1914, el lago fue reemplazado por un anfiteatro a cielo abierto que primero tuvo tribunas de madera, luego reemplazadas por instalaciones de cemento revestidas en adoquines. Vale mencionar que frente al hoy anfiteatro, se construyó entre 1898 y 1901 el templo de la Iglesia Ortodoxa Rusa, obra del arquitecto Alejandro Christophersen.
En 1931, la reja que rodeaba al predio y era herencia de los tiempos de José Lezama, fue demolida por orden del intendente José Guerrico, y así el parque quedó abierto al público de forma permanente. Sin embargo, y hacia fines de 1990 comenzaron nuevas propuestas para volver a cercar el parque, una costumbre que se extendió en Buenos Aires por esos años debido a la falta de seguridad y vandalismo que sufren los espacios públicos porteños de noche.

### Restauraciones
El parque tuvo dos restauraciones realizadas en 1999 y 2003, hechas por el Gobierno de la Ciudad durante la jefatura de Aníbal Ibarra. Gracias a esta restauración fueron incorporados tres baños químicos, dos canchas de papi fútbol, nuevos cestos y bancos, más luces, farolas coloniales en el anfiteatro, 20 mil metros cuadrados de césped recién plantado y rejas. en 2008 se anunció un proyecto de restauración que finalmente fue ejecutado. En 2013 se denunciaba que en varios sectores faltaba el césped, los monumentos estaban rotos y pintados con aerosol. El deterioro también se ve en la zona de juegos y la presencia de  gente en situación de calle que improvisó campamentos. Mauricio Macri  propuso incorporar una reja perimetral rodeando el parque

### Obras del 2015
A principios de junio de 2013, en la Comisión de Cultura del Congreso Nacional, se aprobó un proyecto para declarar al Parque Lezama como Monumento Histórico Nacional, poniendo en custodia de la Comisión Nacional de Museos y de Monumentos y Lugares Históricos todos los bienes muebles e inmuebles que allí se encuentran, así como el paisaje urbano y natural. a propuesta legislativa fue de la diputada nacional por la Ciudad de Buenos Aires, María del Carmen Bianchi, legisladora del Frente para la Victoria, que manifestó que: "En los últimos años asistimos tristemente a la brutal intervención del espacio público en nuestra Ciudad", se opuso a esta ley la diputada Patricia Bullrich, que sugirió sin éxito levantar el proyecto del temario para que no se trate la recuperación del predio. provocando una  confrontación el gobierno de la Ciudad y la Nación.
En 2015 se renuevan los solados internos y las veredas perimetrales. Para 2016 el parque continuaba luciendo un estado de abandono con monumentos y estatuas derruidas y sus fuentes sin funcionamiento.

## Entorno
En los últimos años el entorno de la plaza ha cambiado, la zona lindera al Parque Lezama, donde convergen los barrios de San Telmo, Barracas y La Boca, se han abierto restaurantes, desalojado edificios tomados y se han llevado a cabo nuevos emprendimientos inmobiliarios. Edificios como el Ministerio Público Fiscal y el Registro Nacional de las Personas fueron renovados.
En sus alrededores se encuentra: sobre la calle Defensa, el Museo Histórico Nacional declarado en 1897 que fue la casona que habitó Lezama en el siglo XIX; frente al parque se levanta la Iglesia Ortodoxa Rusa obra del arquitecto Alejandro Christophersen. En la esquina de Brasil y Defensa se encuentran dos bares notables de la Ciudad: El Británico y El Hipopótamo.

## Descripción

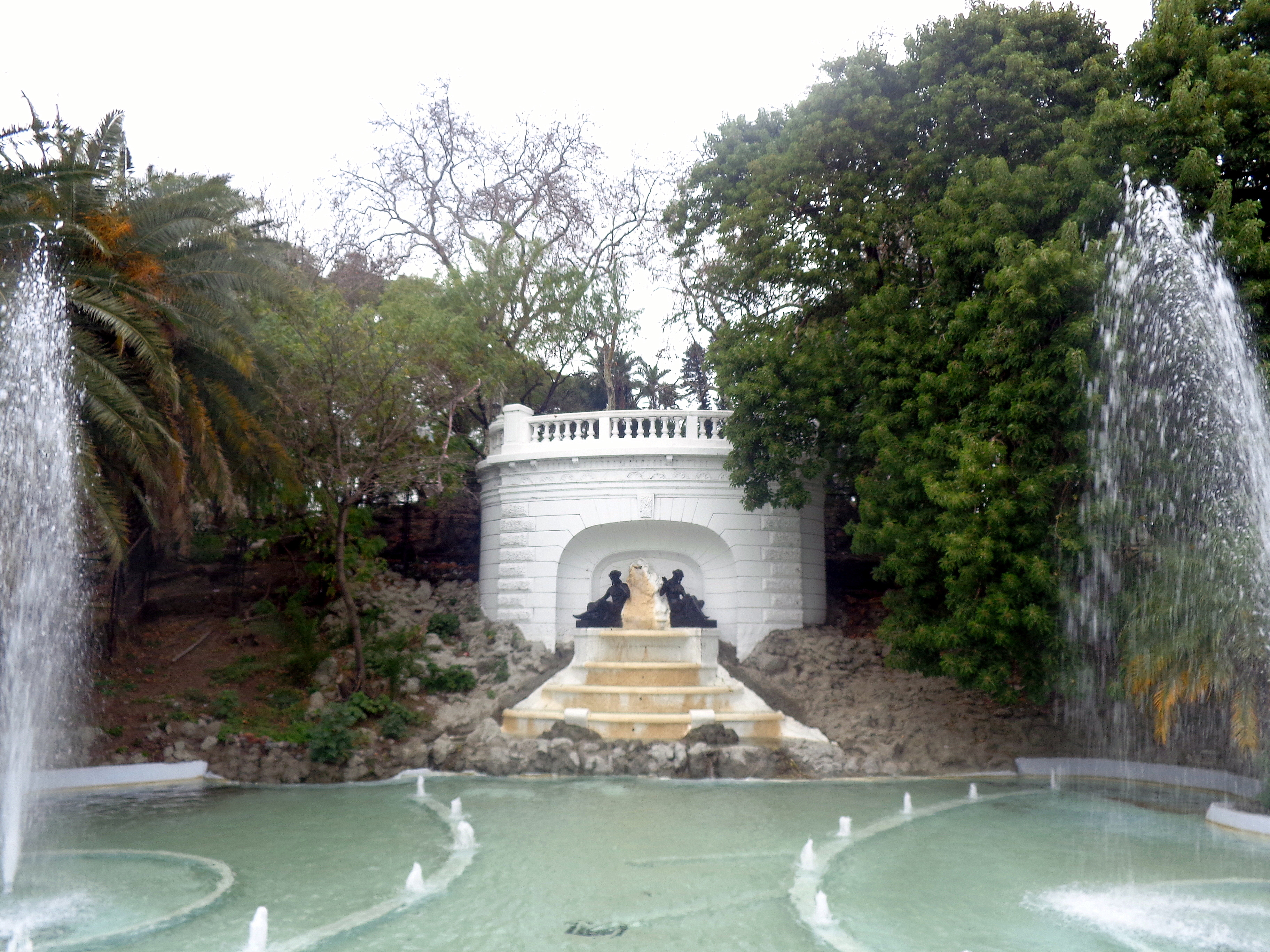
Fuente de Parque Lezama.

El Parque Lezama tiene una topografía bastante peculiar, un caso poco común en Buenos Aires. La ciudad está asentada sobre una leve meseta, y se caracteriza en realidad por la horizontalidad de sus tierras; sin embargo, uno de los pocos accidentes geográficos que recorren la ciudad es la barranca que marca el antiguo margen del Río de la Plata, modificado luego de sucesivos rellenos y la construcción de Puerto Madero. Esta barranca corre paralela a la Avenida Paseo Colón, Leandro N. Alem y del Libertador, y tiene tres puntos en donde alcanza una pendiente notable: el Parque Lezama, la Plaza Francia y Barrancas de Belgrano.
Así, ubicado en esta barranca excepcional, el parque cuenta con senderos rústicos con barandas de falsos troncos de cemento, miradores desde los cuales alguna vez se pudo ver el río, escalinatas e instalaciones semi-subterráneas del personal de mantenimiento.
En la esquina de las calles Defensa y Brasil está situado un imponente Monumento a Pedro de Mendoza, ya que se supone que es ese el lugar aproximado en el cual se produjo la primera fundación de Buenos Aires. Fue inaugurado el 23 de junio de 1937 y es obra del escultor Juan Carlos Oliva Navarro, quien retrató a Pedro de Mendoza en bronce, parado delante de una gran placa de mármol adonde fue tallada la figura de un indígena. En las esquinas opuestas se encuentran los tradicionales bares y antes almacenes Bar Británico y El Hipopótamo.

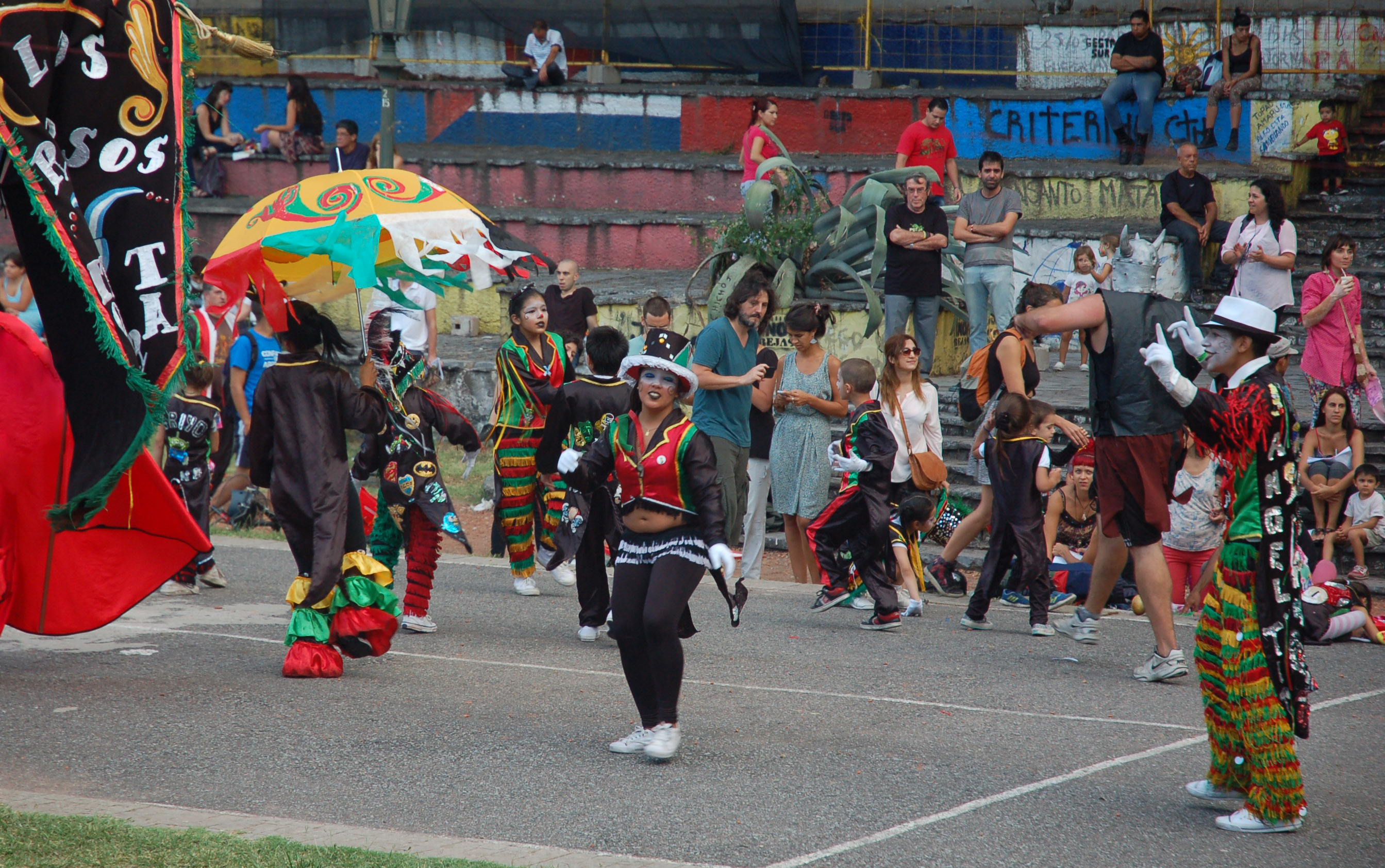
En el anfiteatro se realizan distintos eventos sociales y espectáculos.

Sobre la calle Brasil, justo en frente de la terminación de la calle Balcarce, se encuentra el anfiteatro con gradas de piedra en donde se realizan espectáculos al aire libre. La superficie rectangular que oficia de escenario fue una fuente, que se ha rellenado y de la que son visibles los antiguos bordes de granito, y en cuyo centro se encontraba la estatua de la "Diana Fugitiva o Siringa", que se encuentra en el templete de influencia grecorromana (ver su descripción más abajo).
Bajando la pendiente hacia la Avenida Paseo Colón, se llega a un mirador con dos escaleras rústicas que rodean una gran fuente con estatuas de bronce de Neptuno y las Náyades, comprada a la casa francesa Du Val D'Osne.
Dominando la barranca y junto al Museo Histórico Nacional, hay una terraza con bancos y rejas de hierro que perteneció a la antigua Quinta Lezama y donde se emplazó hace pocos años una estatua de la Madre Teresa de Calcuta. Bajo esta terraza están los depósitos de mantenimiento de parques y jardines donde trabajan los empleados de mantenimiento del parque. Sobre la calle Defensa llegando a Martín García, junto al sector de juegos infantiles, funciona una calesita construida en el año 1960, que forma parte de las 53 calesitas existentes en la Ciudad de Buenos Aires. A pocos metros, un par de canchas de bochas utilizadas por una sociedad civil del barrio.

Sobre la avenida Martín García, cerca de su intersección con la calle Irala, se encuentra el Monumento a la cordialidad argentino - uruguaya, un obsequio de la República de Uruguay, a la ciudad de Buenos Aires con motivo de celebrarse los cuatrocientos años de su primera fundación por Pedro de Mendoza. El mismo fue realizado por los artistas uruguayos Antonio Pena y Julio Vilamajo. Bajando hacia Paseo Colón, se encuentra un Cruceiro de cinco metros de altura, donado por el Centro Gallego a la ciudad en 1980, en el 500 aniversario de su fundación definitiva.

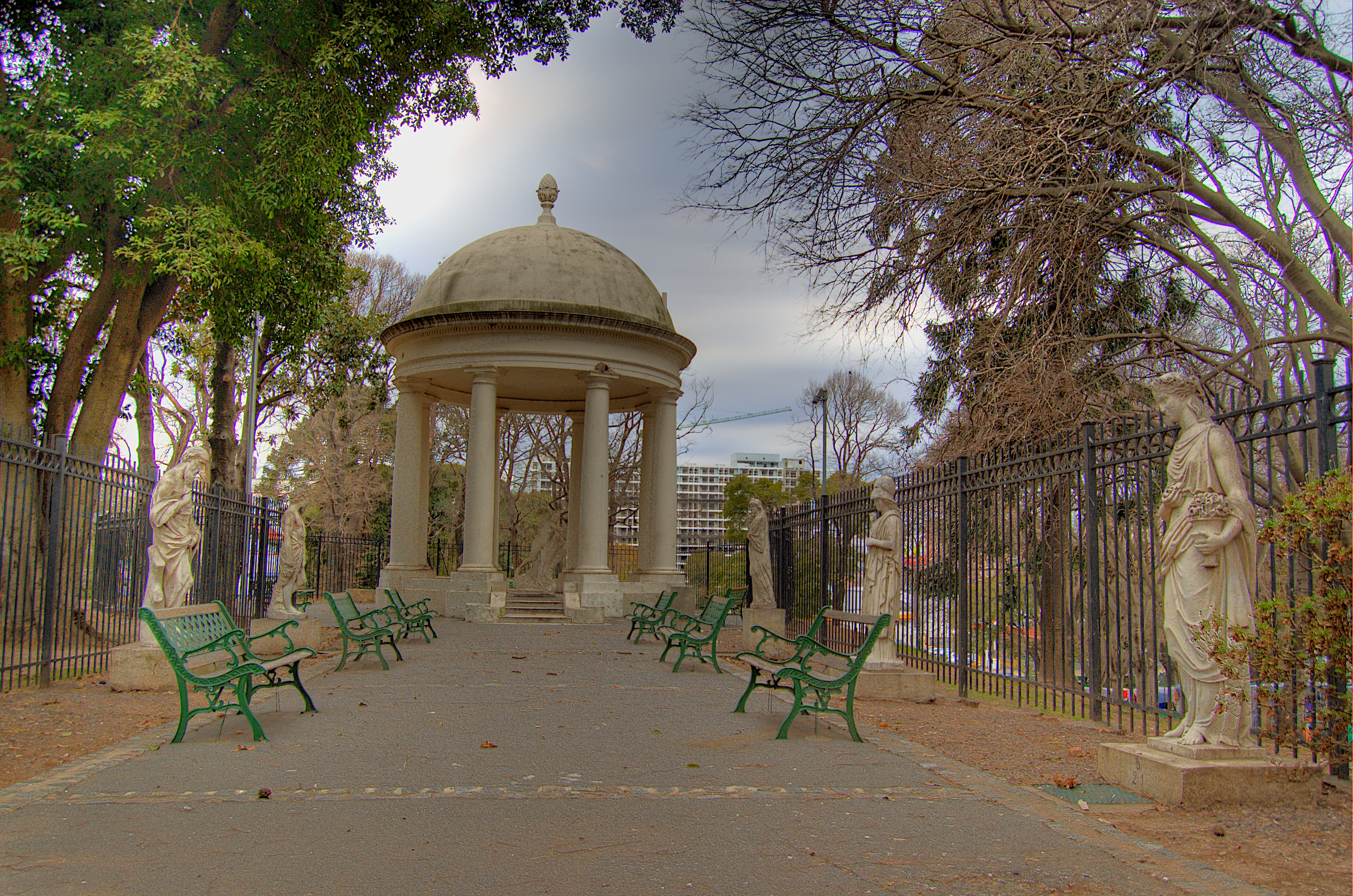
El templete griego está rodeado de estatuas alegóricas.

En su interior, el parque conserva parte de lo que fuera el jardín privado de Lezama, del cual se mantiene su forestación original y se destaca un antiguo sendero custodiado a ambos lados por hileras de jarrones ornamentales de mármol, en un marcado estado de deterioro actualmente.
Por último, en el centro del parque y sobre la barranca se encuentra un templete de influencia grecorromana, en cuyo subsuelo, hoy rellenado, están sepultadas las instalaciones de los antiguos baños del parque. Actualmente alberga una estatua de la "Diana Fugitiva o Siringa", que se encontraba en mitad de lo que fuera la fuente del anfiteatro sobre la calle Brasil, hoy rellenada y usada como escenario de dicho anfiteatro, y cuyo acceso está custodiado por figuras evocativas de "El Invierno", "La Vid", "La Primavera" y "Palas Atenea".

### Ferias

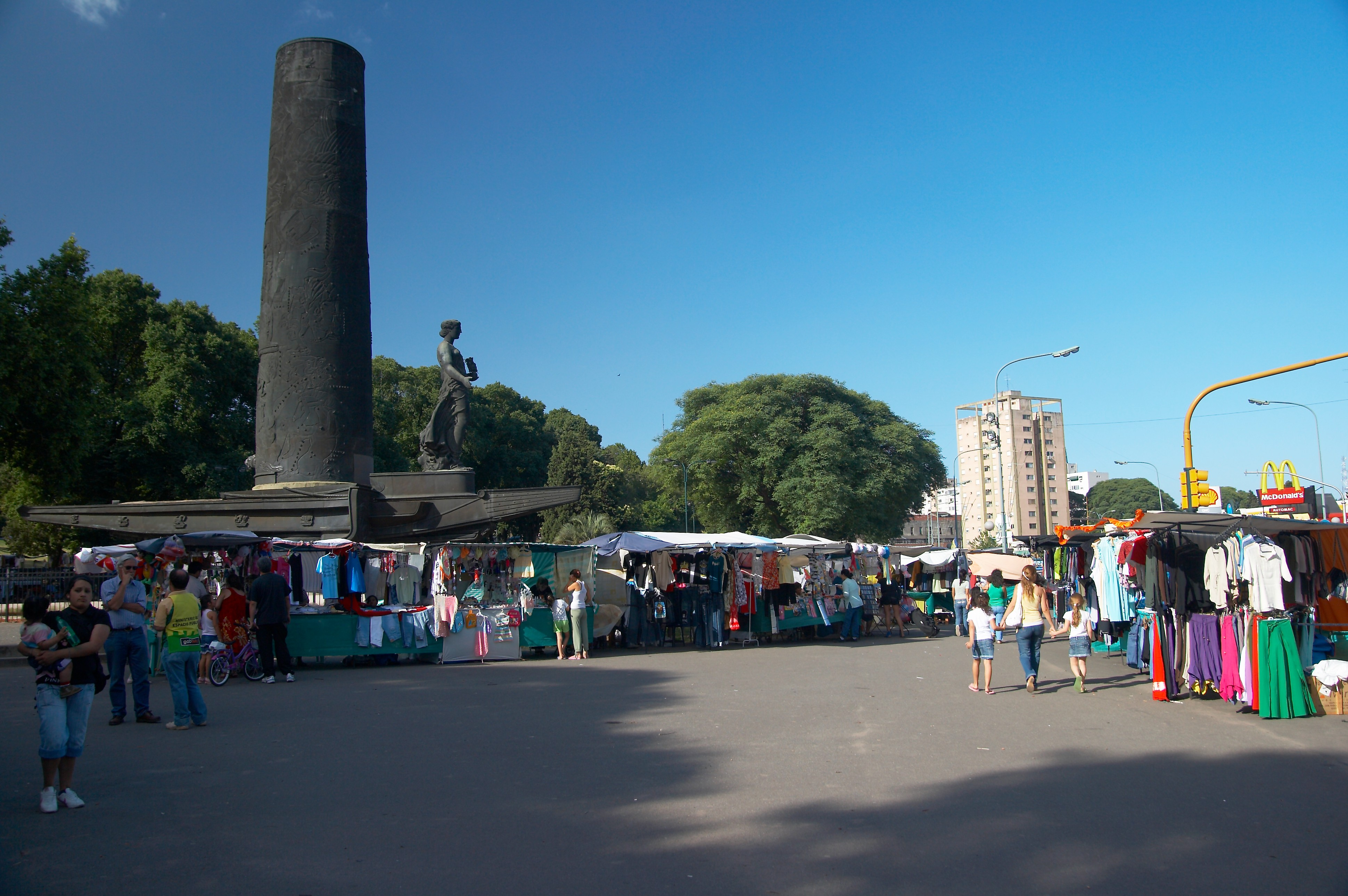
Feria popular en Parque Lezama

Existen al menos dos ferias bien diferenciadas que se instalan los fines de semana, una de ellas, más antigua, se dedica a la venta de artesanías, ropa de autor y otros adornos, y tiene su núcleo alrededor del monumento a Pedro de Mendoza.
La otra, más reciente e instalada masivamente en la década de 2000, se dedica a la venta de objetos usados, ropa de imitación de grandes marcas, y diversas baratijas. Se instala principalmente sobre la amplia vereda de la Avenida Martín García, aunque también se extiende sobre otros senderos adyacentes.
Mientras los vecinos del barrio se muestran de acuerdo con la presencia de la feria de artesanías, se han expresado en numerosas oportunidades contra la feria de ropa y objetos usados.[cita requerida]

## El Parque Lezama en la cultura
- Sobre héroes y tumbas, novela del escritor argentino Ernesto Sabato, transcurre en buena parte dentro del parque y en sus inmediaciones.

- El escritor hispano-argentino Andrés Neuman hace pasear a Demetrio Rota, protagonista de su novela Bariloche, por este parque. El mismo autor vuelve a mencionar el Parque Lezama en el poema Buenos Aires al vuelo, perteneciente a su libro El tobogán (Premio Hiperión de Poesía 2002) e incluido en el volumen Década. Poesía 1997-2007 (Editorial Acantilado, 2008, pp. 76-78).

- Parque Lezama es una obra de teatro del director Juan José Campanella, se trata de una adaptación personal de la comedia I'm Not Rappapport de Herb Gardner, donde los protagonistas son dos ancianos que se encuentran en el parque. Se estrenó en el Teatro Liceo de Buenos Aires en 2013 con un elenco encabezado por Luis Brandoni y  Eduardo Blanco.